# Montrond-le-Château
Montrond-le-Château [mɔ̃tʁɔ̃ lə ʃato] est une commune française située dans le département du Doubs, en région Bourgogne-Franche-Comté. Elle fait partie de la communauté de communes Loue-Lison et du canton de Saint-Vit.
Ses habitants sont les Castelmontois et Castelmontaises.

## Géographie

### Toponymie
Montron en 1233, 1294 ; Montront en 1480, 1599. Après avoir proposé la dénomination de Montrond-Saint-Georges, la dénomination de Montrond-le-Château est adoptée par décret du 22 février 1923.

### Communes limitrophes
Montrond-le-Château  est à 17 km au sud de Besançon, à 12 km d'Ornans et à 22 km de Quingey. 
Situé à 450 m d'altitude moyenne sur le premier plateau du massif du Jura, le territoire communal, d’une superficie de 1 160 hectares (dont 462 ha boisés), s’étire sur un axe nord-ouest sud-est. 
Au dernier recensement, la commune comptait 552 habitants. Elle est desservie par une route départementale (la D 102) qui la relie à Épeugney et Mérey-sous-Montrond.

### Climat
Pour des articles plus généraux, voir Climat de la Bourgogne-Franche-Comté et Climat du Doubs.
En 2010, le climat de la commune est de type climat de montagne, selon une étude du Centre national de la recherche scientifique s'appuyant sur une série de données couvrant la période 1971-2000. En 2020, Météo-France publie une typologie des climats de la France métropolitaine dans laquelle la commune est exposée à un climat semi-continental et est dans la région climatique  Jura, caractérisée par une forte pluviométrie en toutes saisons (1 000 à 1 500 mm/an), des hivers rigoureux et un ensoleillement médiocre. 
Pour la période 1971-2000, la température annuelle moyenne est de 9,6 °C, avec une amplitude thermique annuelle de 17 °C. Le cumul annuel moyen de précipitations est de 1 304 mm, avec 12,9 jours de précipitations en janvier et 10 jours en juillet. Pour la période 1991-2020, la température moyenne annuelle observée sur la station météorologique de Météo-France la plus proche, « Besançon », sur la commune de Besançon à 11 km à vol d'oiseau, est de 11,4 °C et le cumul annuel moyen de précipitations est de 1 157,0 mm. 
La température maximale relevée sur cette station est de 40,3 °C, atteinte le 28 juillet 1921 ; la température minimale est de −20,7 °C, atteinte le 9 janvier 1985,,. 
Les paramètres climatiques de la commune ont été estimés pour le milieu du siècle (2041-2070) selon différents scénarios d'émission de gaz à effet de serre à partir des nouvelles projections climatiques de référence DRIAS-2020. Ils sont consultables sur un site dédié publié par Météo-France en novembre 2022.

## Urbanisme

### Typologie
Au 1er janvier 2024, Montrond-le-Château est catégorisée commune rurale à habitat dispersé, selon la nouvelle grille communale de densité à 7 niveaux définie par l'Insee en 2022.
Elle est située hors unité urbaine. Par ailleurs la commune fait partie de l'aire d'attraction de Besançon, dont elle est une commune de la couronne,. Cette aire, qui regroupe 310 communes, est catégorisée dans les aires de 200 000 à moins de 700 000 habitants,.

### Occupation des sols
L'occupation des sols de la commune, telle qu'elle ressort de la base de données européenne d’occupation biophysique des sols Corine Land Cover (CLC), est marquée par l'importance des territoires agricoles (51,1 % en 2018), en diminution par rapport à 1990 (52,9 %). La répartition détaillée en 2018 est la suivante : 
forêts (43,6 %), prairies (30,8 %), zones agricoles hétérogènes (20,3 %), zones urbanisées (5,3 %). L'évolution de l’occupation des sols de la commune et de ses infrastructures peut être observée sur les différentes représentations cartographiques du territoire : la carte de Cassini (XVIIIe siècle), la carte d'état-major (1820-1866) et les cartes ou photos aériennes de l'IGN pour la période actuelle (1950 à aujourd'hui).

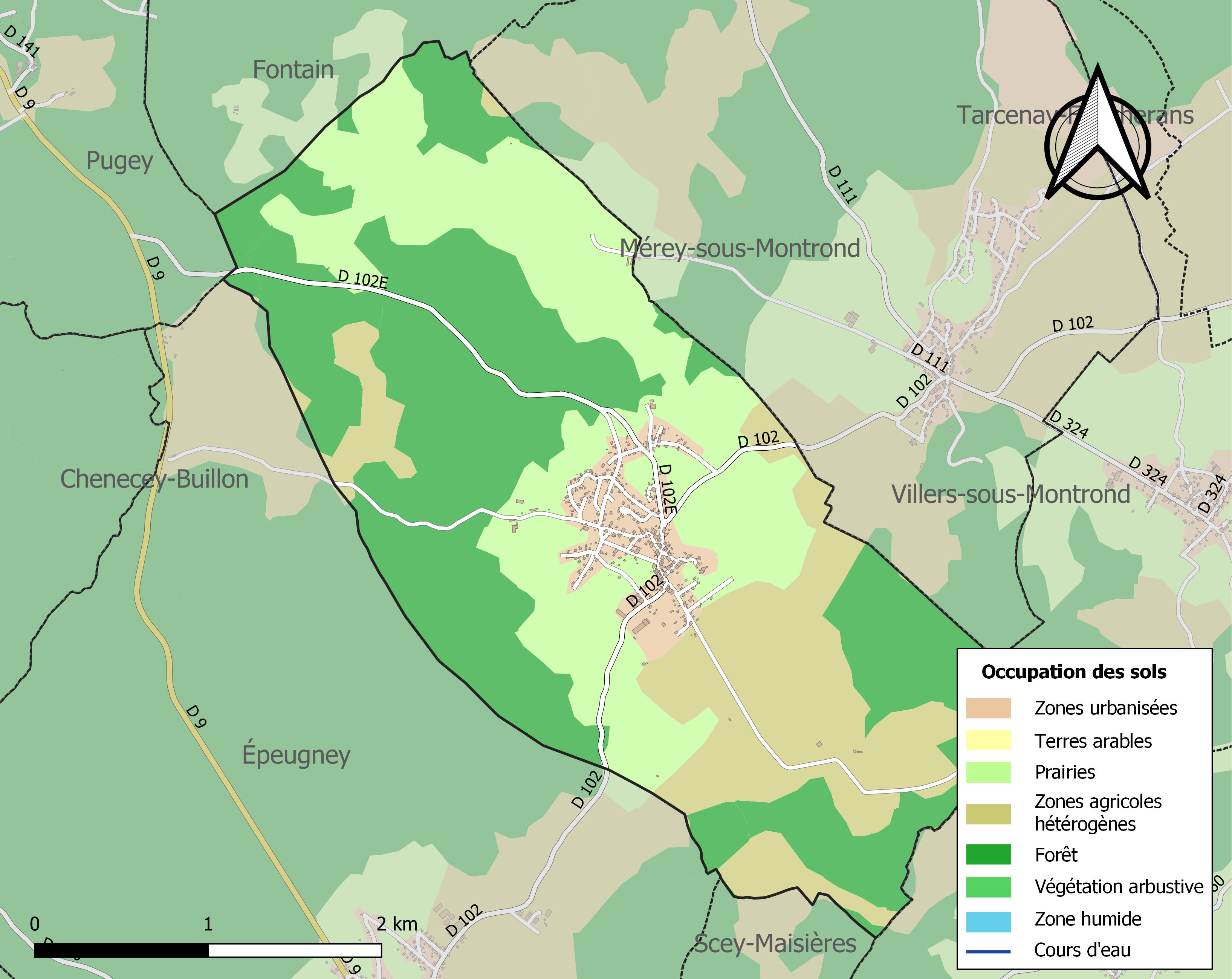
Carte des infrastructures et de l'occupation des sols de la commune en 2018 (CLC).

## Histoire[14]
L'occupation du site est ancienne comme l'attestent diverses découvertes :
Montrond est un site gallo-romain ;  une porterie datant de l’an 182 ou 183 a été trouvée en 1840. 
La découverte de tombeaux et de boucles de ceinturons de la même époque ) confirme la présence de la civilisation mérovingienne sur le territoire. 
Un fragment de vase du haut Moyen Âge (Ve – VIe siècles) a également été mis au jour. 
Montrond est mentionné en 1154 dans un acte de partage de terres entre Pierre III de Scey  et son fils Richard de Montbéliard. Plus tard (v.1276), les terres deviennent la propriété de Richard de Montfaucon-Montbéliard.
Amédée Ier de Neuchâtel, seigneur de Montrond,décide de faire fortifier la butte du village en 1231 avec l’aide de Pierre V de Scey.
Guillaume de Vienne hérite du fief en 1406. Celui-ci, outre Montrond, comprend  alors Mérey, Villers, Tarcenay, Malbrans, Épeugney, Rurey, Cademène, Lizine, Scey...
Montrond est vendu en 1446 à Thiébaud IX de Neuchâtel, puis passe à Guillaume de Fürstenberg en 1505 du fait de son mariage avec Bonne de Neuchâtel.
Thomas de Jouffroy, déjà seigneur de Marchaux, acquiert le fief en 1605 avant qu'il soit partagé entre plusieurs seigneurs au XVIIe siècle.

### Le château fort
Implanté sur une butte-témoin ( la Motte), dominant  la plaine qui l’entoure, le château est idéalement situé près du village où se trouve alors une maison-forte.   
Le 18 octobre 1356, un tremblement de terre  provoque l’effondrement d’une tour.
En 1492, l’archiduc Maximilien d’Autriche, gendre de Charles le Téméraire, est invité à célébrer les fêtes de la Nativité au château. Il séjourne à Besançon le 21 décembre et vient à Montrond pour Noël. 
Lors de la conquête de la Franche-Comté par Louis XIV en 1674, le château est assiégé. Comme la quasi-totalité des châteaux forts de la Comté, il sera démantelé. 
Au début du XXe siècle, on pouvait encore observer une tour, haute d’une dizaine de mètres jusqu'à son effondrement en 1935. La cour centrale redevenue une prairie sera plantée de conifères au début des années 1970. Les ruines font aujourd'hui l'objet de travaux d'entretien et consolidation.

## Héraldique
| Blason de Montrond-le-Château | Blason  | De gueules à la bande d’argent chargé en chef d’un croissant d’azur |
| Blason de Montrond-le-Château | Détails | Le statut officiel du blason reste à déterminer.                    |

## Politique et administration
| Période                                  | Période   | Identité            | Étiquette | Qualité                    |
| ---------------------------------------- | --------- | ------------------- | --------- | -------------------------- |
| avant 1995                               | ?         | Marc Grosjean       |           |                            |
| mars 2001                                | mars 2008 | René Locatelli      |           |                            |
| mars 2008                                | mars 2014 | Gabriel Laithier    |           |                            |
| mars 2014                                | mai 2020  | Dominique Girardier | SE        | Retraité Fonction publique |
| mai 2020                                 | En cours  | Angèle Prillard     |           |                            |
| Les données manquantes sont à compléter. |           |                     |           |                            |

## Démographie
L'évolution du nombre d'habitants est connue à travers les recensements de la population effectués dans la commune depuis 1793. Pour les communes de moins de 10 000 habitants, une enquête de recensement portant sur toute la population est réalisée tous les cinq ans, les populations de référence des années intermédiaires étant quant à elles estimées par interpolation ou extrapolation. Pour la commune, le premier recensement exhaustif entrant dans le cadre du nouveau dispositif a été réalisé en 2005.

En 2022, la commune comptait 559 habitants, en évolution de −0,53 % par rapport à 2016 (Doubs : +1,88 %, France hors Mayotte : +2,11 %).
| 1793 | 1800 | 1806 | 1821 | 1831 | 1836 | 1841 | 1846 | 1851 |
| ---- | ---- | ---- | ---- | ---- | ---- | ---- | ---- | ---- |
| 279  | 306  | 318  | 321  | 338  | 351  | 353  | 357  | 379  |

| 1856 | 1861 | 1866 | 1872 | 1876 | 1881 | 1886 | 1891 | 1896 |
| ---- | ---- | ---- | ---- | ---- | ---- | ---- | ---- | ---- |
| 384  | 362  | 360  | 345  | 340  | 360  | 364  | 343  | 343  |

| 1901 | 1906 | 1911 | 1921 | 1926 | 1931 | 1936 | 1946 | 1954 |
| ---- | ---- | ---- | ---- | ---- | ---- | ---- | ---- | ---- |
| 330  | 326  | 319  | 327  | 334  | 340  | 337  | 300  | 273  |

| 1962 | 1968 | 1975 | 1982 | 1990 | 1999 | 2005 | 2006 | 2010 |
| ---- | ---- | ---- | ---- | ---- | ---- | ---- | ---- | ---- |
| 296  | 310  | 279  | 320  | 393  | 471  | 546  | 555  | 558  |

| 2015 | 2020 | 2022 | - | - | - | - | - | - |
| ---- | ---- | ---- | - | - | - | - | - | - |
| 560  | 568  | 559  | - | - | - | - | - | - |

## Label
Les pelouses de la Motte du château sont un espace naturel sensible. Inauguré le 10 octobre 2020, le site est labellisé pour ses pelouses sèches et sa mare.

## Lieux et monuments
- Le château de Montrond (ruines) perché au sommet de la butte, domine tout le village. Une route puis un sentier permettent d'atteindre le sommet au niveau d'une statue de vierge à l'enfant installée sur un piédestal monumental[26]. Au sommet, la vue s'étend sur le village entier, les villages avoisinants ainsi que le massif du Jura à l'est. Ce lieu est classé site panoramique.
- L'église Saint-Georges construite en 1863 à l’exception du clocher, avec sa flèche élancée, qui est érigé en 1874[27].
- Plusieurs calvaires ont été érigés entre 1840 et 1930.
- Le bâtiment de l'ancienne gare et la rue du Tacot sont les vestiges de la voie ferrée métrique Besançon-Pontarlier qui fonctionna de 1910 à 1951.
- Les sol et sous-sol sont caractéristiques d'un relief karstique, avec la présence de dolines, lapiaz, pertes et gouffres. Certains d'entre-eux (grotte des Cavottes, puits de la Belle Louise, puits du Pré Rond, gouffre des Ordons[28]…) ont acquis une renommée dépassant largement les limites de la commune ; ils sont fréquentés par des spéléologues venant de toute l'Europe. Un gîte a été aménagé pour eux dans le village.

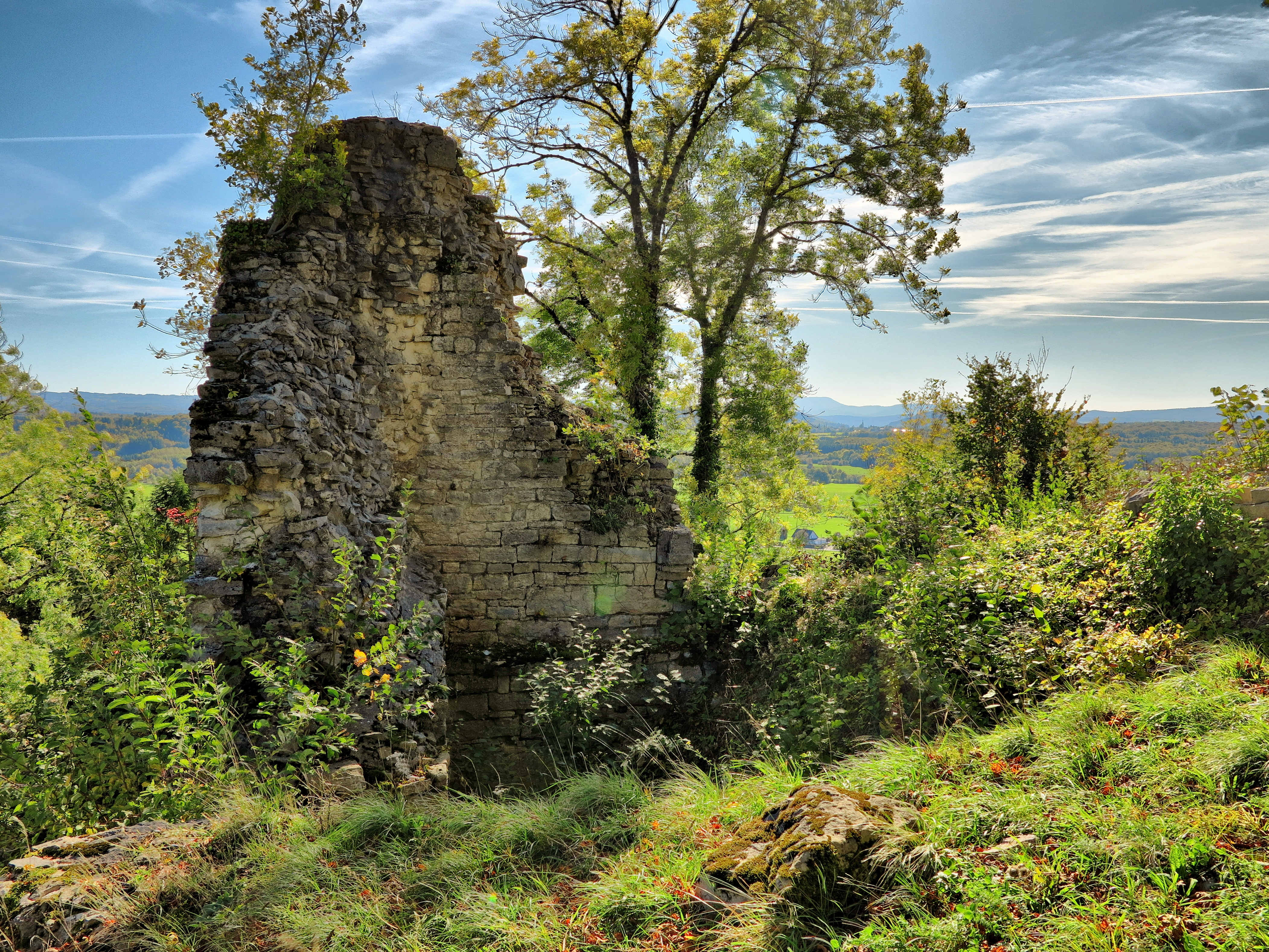
Ruine du donjon de l'ancien château.
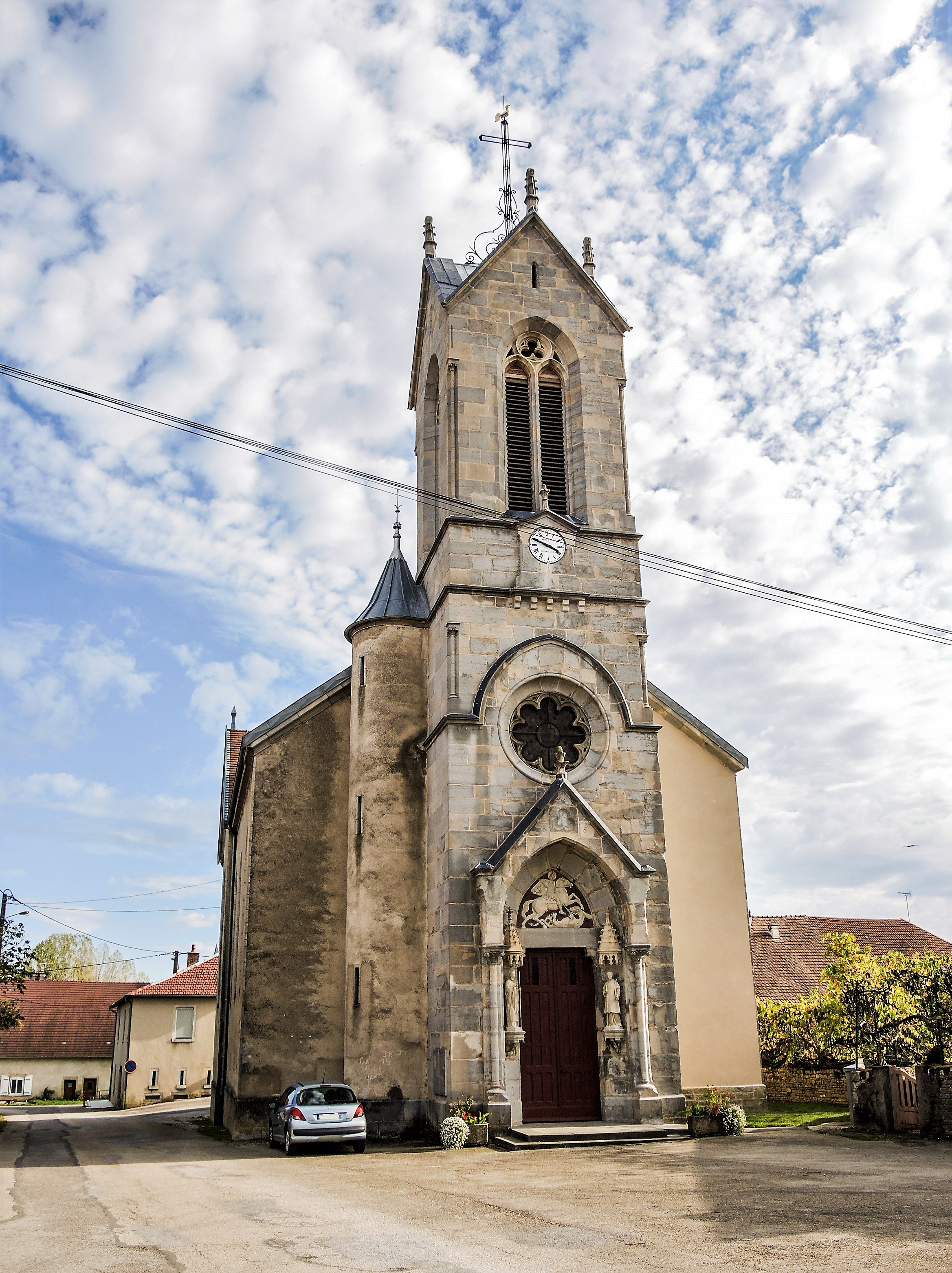
L'église Saint-Georges.
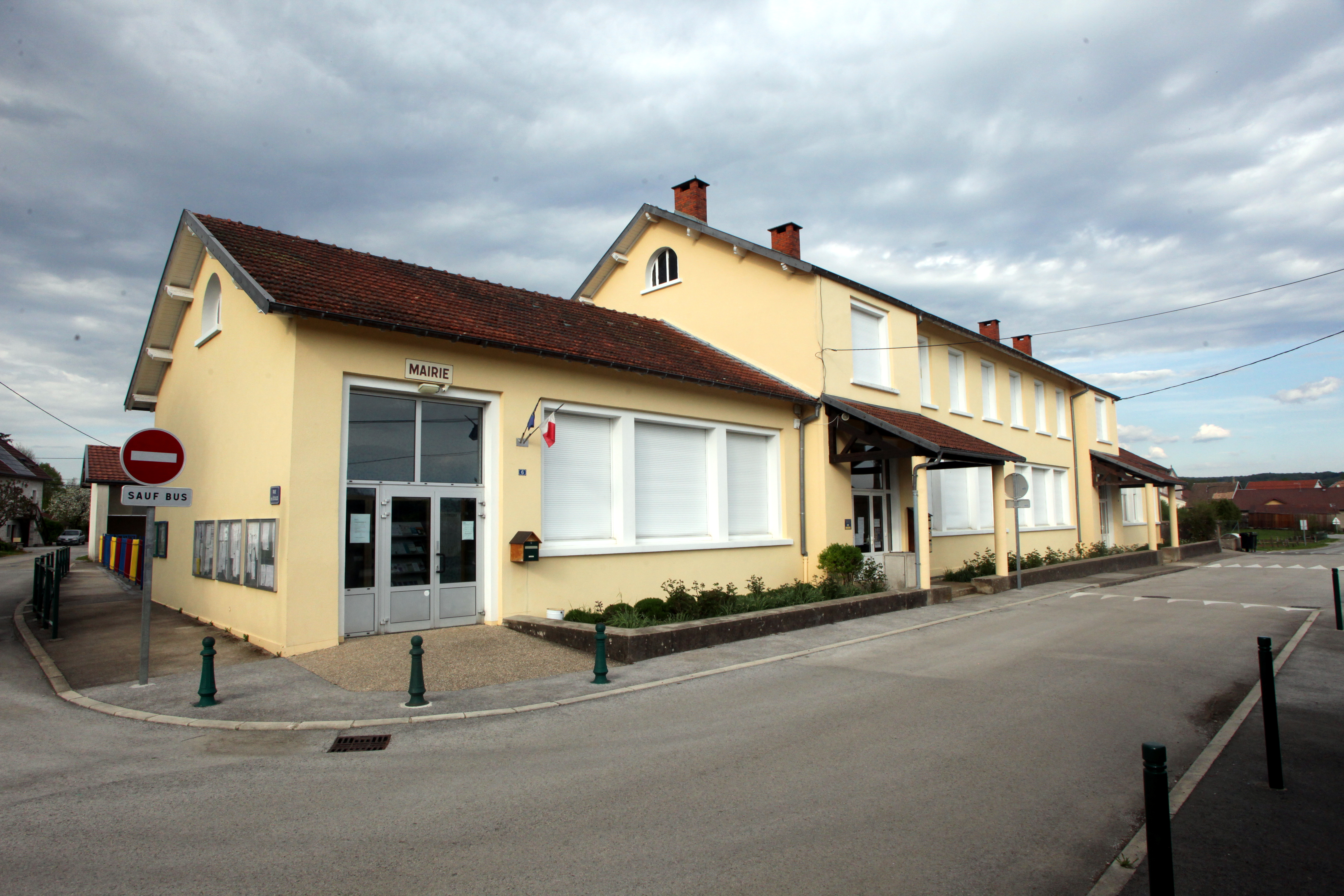
Mairie.
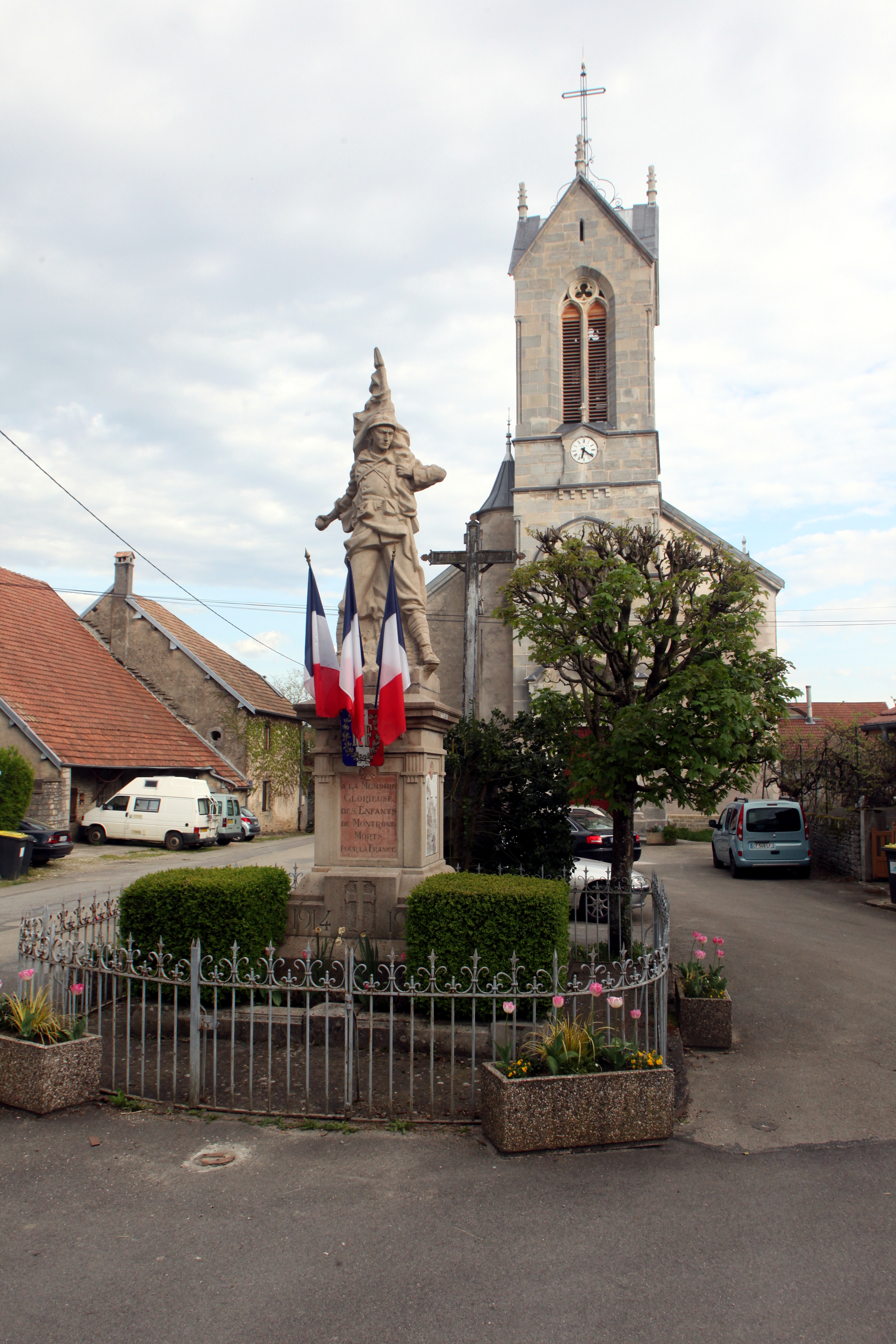
Monument aux morts.
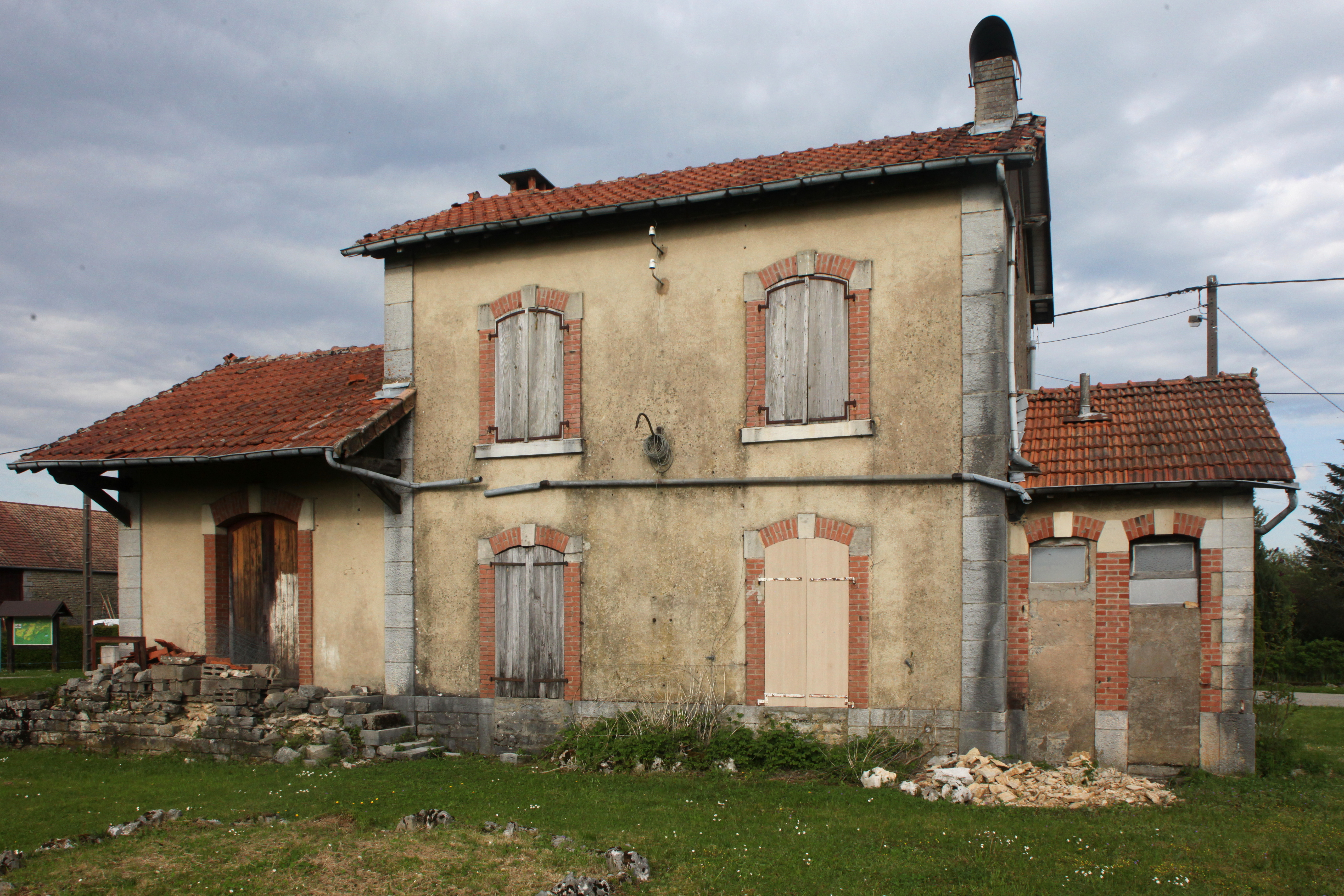
Ancienne gare.

## Personnalités liées à la commune
- Aimé-Honoré-Marie Bailly, né à Montrond en 1845, capitaine trésorier de la compagnie de gendarmerie de la Gironde à Bordeaux. Chevalier de la Légion d’honneur.
- Jules-Joseph Valfrey, né à Montrond en 1838. Ministre plénipotentiaire honoraire. Sous-directeur du Midi et de l’Orient dans le service des affaires publiques depuis 1877. Officier de la Légion d’honneur. Auteur de plusieurs ouvrages d’histoire diplomatiques.
- Auguste de Creuse (Montrond 1806 - Paris 1839), peintre, élève de Antoine-Jean Gros ; il a exposé au Salon de Paris en 1833.
- Casimir de Montrond, diplomate, officier de cavalerie et aide de camp.